# Пигида Наталія Сергіївна
Наталія Сергіївна Пигида (30 січня 1981) — українська легкоатлетка, спринтерка, чемпіонка Європи.
Золото континентальної першості Наталя виборола в естафеті 4x400 метрів на чемпіонаті Європи 2012 у Гельсінкі разом із Ольгою Земляк, Юлією Олішевською та Аліною Логвиненко.